# 1990-es Formula–1 monacói nagydíj
A monacói nagydíj volt az 1990-es Formula–1 világbajnokság negyedik futama.

## Futam
Monacóban is Sennáé lett a pole Alain Prost Ferrarija és Jean Alesi Tyrrellje előtt.
Az első körben Prost összeütközött Bergerrel, és eltorlaszolták a pályát, emiatt megszakították a versenyt. A második rajt után is megmaradt az élen a Senna-Prost-Alesi sorrend. A 30. körben Prost elektronikai probléma miatt kiesett. Később Mansell hátulról nekiment Thierry Boutsen autójának, emiatt ki kellett hajtania a boxba. Senna győzött Alesi, Berger és Boutsen előtt.
|         | Rsz. | Versenyző          | Csapat                | Körök | Idő/Kiesések   | Rajthely | Pontok |
| ------- | ---- | ------------------ | --------------------- | ----- | -------------- | -------- | ------ |
| 1       | 27   | Ayrton Senna       | McLaren-Honda         | 78    | 1:52:46,982    | 1        | 9      |
| 2       | 4    | Jean Alesi         | Tyrrell-Ford          | 78    | +1,087         | 3        | 6      |
| 3       | 28   | Gerhard Berger     | McLaren-Honda         | 78    | +2,073         | 5        | 4      |
| 4       | 5    | Thierry Boutsen    | Williams-Renault      | 77    | +1 kör         | 6        | 3      |
| 5       | 10   | Alex Caffi         | Arrows-Ford           | 76    | +2 kör         | 22       | 2      |
| 6       | 29   | Éric Bernard       | Larrousse-Lamborghini | 76    | +2 kör         | 24       | 1      |
| 7       | 35   | Gregor Foitek      | Onyx-Ford             | 72    | Ütközés        | 20       |        |
| Kiesett | 11   | Derek Warwick      | Lotus-Lamborghini     | 66    | Kicsúszás      | 13       |        |
| Kiesett | 2    | Nigel Mansell      | Ferrari               | 63    | Akkumulátor    | 7        |        |
| Kiesett | 24   | Paolo Barilla      | Minardi-Ford          | 52    | Váltóhiba      | 19       |        |
| Kiesett | 36   | Jyrki Järvilehto   | Onyx-Ford             | 52    | Váltóhiba      | 26       |        |
| Kiesett | 26   | Philippe Alliot    | Ligier-Ford           | 47    | Váltóhiba      | 18       |        |
| Kiesett | 6    | Riccardo Patrese   | Williams-Renault      | 41    | Elosztó        | 4        |        |
| Kiesett | 22   | Andrea de Cesaris  | Dallara-Ford          | 38    | Motorhiba      | 12       |        |
| Kiesett | 3    | Nakadzsima Szatoru | Tyrrell-Ford          | 36    | Kicsúszás      | 21       |        |
| Kiesett | 1    | Alain Prost        | Ferrari               | 30    | Akkumulátor    | 2        |        |
| Kiesett | 19   | Alessandro Nannini | Benetton-Ford         | 20    | Váltóhiba      | 16       |        |
| Kiesett | 7    | David Brabham      | Brabham-Judd          | 16    | Váltóhiba      | 25       |        |
| Kiesett | 16   | Ivan Capelli       | Leyton House-Judd     | 13    | Fékhiba        | 23       |        |
| Kiesett | 25   | Nicola Larini      | Ligier-Ford           | 12    | Differenciálmű | 17       |        |
| Kiesett | 30   | Szuzuki Aguri      | Larrousse-Lamborghini | 11    | Kormány        | 15       |        |
| Kiesett | 23   | Pierluigi Martini  | Minardi-Ford          | 7     | Elektronika    | 8        |        |
| Kiesett | 12   | Martin Donnelly    | Lotus-Lamborghini     | 6     | Váltóhiba      | 11       |        |
| Kiesett | 8    | Stefano Modena     | Brabham-Judd          | 3     | Váltóhiba      | 14       |        |
| Kiesett | 21   | Emanuele Pirro     | Dallara-Ford          | 0     | Motorhiba      | 9        |        |
| Kizárva | 20   | Nelson Piquet      | Benetton-Ford         | 34    | Kizárva        | 10       |        |
| NK      | 9    | Michele Alboreto   | Arrows-Ford           |       |                |          |        |
| NK      | 14   | Olivier Grouillard | Osella-Ford           |       |                |          |        |
| NK      | 15   | Maurício Gugelmin  | Leyton House-Judd     |       |                |          |        |
| NK      | 33   | Roberto Moreno     | Euro Brun-Judd        |       |                |          |        |
| NeK     | 17   | Gabriele Tarquini  | AGS-Ford              |       |                |          |        |
| NeK     | 18   | Yannick Dalmas     | AGS-Ford              |       |                |          |        |
| NeK     | 34   | Claudio Langes     | Euro Brun-Judd        |       |                |          |        |
| NeK     | 31   | Bertrand Gachot    | Coloni-Ford           |       |                |          |        |
| NeK     | 39   | Bruno Giacomelli   | Life                  |       |                |          |        |

## Statisztikák
Vezető helyen:
- Ayrton Senna: 78 (1-78)

Ayrton Senna 22. győzelme, 45. (R) pole-pozíciója, 14. leggyorsabb köre,  6. mesterhármasa (gy, pp, lk)
- McLaren 82. győzelme.